# John Smith’s Stadium
John Smith’s Stadium (dawniej the Alfred McAlpine Stadium, a potem The Galpharm Stadium) – wielofunkcyjny stadion sportowy w  Huddersfield w Anglii. Jest macierzystym obiektem zespołu piłkarskiego Huddersfield Town występującego obecnie w Premier League oraz drużyny rugby Huddersfield Giants.

## Historia
W listopadzie 1991 roku w wyniku współpracy między dystryktem metropolitalnym Kirklees a klubem piłkarskim Huddersfield Town oraz zespołem rugby Huddersfield Giants  podjęto decyzję o budowie wielofunkcyjnego stadionu sportowego na terenie West Yorkshire.

## Nazwa
W latach 1994–2004 stadion nosił nazwę „The Alfred McAlpine Stadium”. Obowiązywała ona w ramach 10-letniego kontraktu, a pochodziła od nazwiska głównego wykonawcy budowy. Po tym czasie firma Galpharm International wykupiła prawa do nazwy stadionu. Od 2004 roku obiekt znany jest jako The Galpharm Stadium.